# Rømskog
Rømskog este o comună din provincia Østfold, Norvegia.